# Vévoda z Galliery

Erb vévodů z Galliery z rodu Orleáns

Vévoda z Galliery je italský šlechtický titul, který byl několikrát udělen členům různých rodin. Název titulu odkazuje na comunu Galliera, která se nachází v provincii Bologna v Emilii-Romagne.

## Dějiny
Titul poprvé udělil v roce 1812 Napoleon I. Josefíně z Leuchtenbergu, dceři Evžena de Beauharnais (a vnučce Napoleonovy první manželky Josefíny). Titul si udržela i poté, co se provdala za Oskara, korunního prince švédského. Napoleon jí již v roce 1807 daroval Palazzo Caprara v Bologni, které bylo přejmenováno na Palazzo Galliera.
V roce 1837, po desetiletí vyjednávání, prodal korunní princ Oscar nemovitosti spojené s vévodstvím markýzi Raffaelovi de Ferrari z Janova. V následujícím roce obdržel markýz od papeže Řehoře XVI. titul vévoda z Galliery. V roce 1839 král Karel Albert Sardinský potvrdil udělení titulu a přidal titul knížete z Lucedia.
Se svou ženou Marií Brignoleovou-Saleovou měl nový vévoda z Galliery tři děti, ale dvě z nich zemřely mladé a bezdětné. Třetí, slavný filatelista Filip von Ferrary, se titulu a s ním spojeného dědictví vzdal.
V roce 1877, po smrti svého manžela, Maria Brignoleová-Saleová (horlivá orléanistka) odkázala jeho italský majetek princi Antonínovi, vévodovi z Montpensieru, nejmladšímu synovi Ludvíka Filipa I., krále Francouzů. Po smrti Marie Brignoleové-Saleové v roce 1888 získal titul vévoda z Galliery princ Antonín od krále Umberta I. Italského. Od té doby patří titul vévoda z Galliery orleánské větvi španělské královské rodiny, ačkoli majetek spojený s vévodstvím prodal infant Antonín v roce 1920.

## Bernadottsko-leuchtenberští vévodové
| Jméno              | Portrét | Narození                                                                                 | Sňatek                             | Úmrtí                                     |
| ------------------ | ------- | ---------------------------------------------------------------------------------------- | ---------------------------------- | ----------------------------------------- |
| Josefína 1812–1837 |         | 14. března 1807 Milán nejstarší dcera Evžena de Beauharnais a princezny Augusty Bavorské | 19. června 1823 Stockholm pět dětí | 7. června 1876 Stockholm ve věku 69 let   |
| Oskar 1823–1837    |         | 4. července 1799 Paříž jediný syn Karla XIV. Jana Švédského a Desiree Claryové           | 19. června 1823 Stockholm pět dětí | 8. července 1859 Stockholm ve věku 60 let |

## Ferrari Brignole-Saleští vévodové
| Jméno                            | Portrét | Narození                                                                                              | Sňatek            | Úmrtí                                   |
| -------------------------------- | ------- | --- | ----------------- | --------------------------------------- |
| Raffaele de Ferrari 1838–1876    |         | 6. července 1803 Janov syn Andrey de Ferrari a Livie Ignazie Pallavicinové                            | cca 1828 tři děti | 23. listopadu 1876 Janov ve věku 73 let |
| Maria de Brignole-Sale 1876–1888 |         | 5. dubna 1811 Janov dcera Antoine Brignole-Sale, markýze di Groppoli, a Arthemisy Negroneové z Janova | cca 1828 tři děti | 9. prosince 1888 Janov ve věku 76 let   |

## Orleánští vévodové
| Jméno                    | Portrét | Narození | Sňatek                                                                                             | Úmrtí                                                                         |
| ------------------------ | ------- | --- | -------------------------------------------------------------------------------------------------- | ----------------------------------------------------------------------------- |
| Princ Antonín 1888–1890  |         | 31. července 1824 Château de Neuilly, Neuilly-sur-Seine pátý syn Ludvíka Filipa Francouzského a Marie Amálie Neapolské a Sicilské   | Infantka Luisa Fernanda Španělská 10. října 1846 Madrid deset dětí                                 | 4. února 1890 Palacio de Orleans-Borbón, Sanlúcar de Barrameda ve věku 65 let |
| Infant Antonín 1890–1930 |         | 23. února 1866 Sevilla jediný přeživší syn Antonína a infantky Luisy Fernandy Španělské                                             | Infantka Eulálie Španělská 6. března 1886 Madrid tři děti                                          | 24. prosince 1930 Paříž ve věku 64 let                                        |
| Infant Alfonso 1930–1975 |         | 12. listopadu 1886 Madrid nejstarší syn Antonína a infantky Eulálie Španělské                                                       | Princezna Beatrix Sasko-Kobursko-Gothajská 15. července 1909 Kostel sv. Augustina, Koburg tři děti | 6. srpna 1975 Sanlúcar de Barrameda ve věku 88 let                            |
| Infant Álvaro 1975–1997  |         | 20. dubna 1910 Koburg nejstarší syn Alfonsa a princezny Beatrix Sasko-Kobursko-Gothajské                                            | Carla Parodiová-Delfinová 10. července 1937 Řím čtyři děti                                         | 22. srpna 1997 Monte Carlo ve věku 87 let                                     |
| Don Alfonso 1997–dosud   |         | 5. ledna 1968 Santa Cruz de Tenerife nejstarší syn dona Alonsa de Orleans-Borbón y Parodi-Delfino a Emilie Ferraraové-Pignatelliové | Véronique Goedersová 28. března 1994 Paříž jeden syn                                               | žijící                                                                        |